# Emilio Insolera
Emilio Insolera (13 de gener de 1979) és un actor i productor italià-estatunidenc, conegut per Sign Gene: The First Deaf Superheroes (2017).
El setembre de 2019 es va anunciar que Insolera s'havia unit a la pel·lícula d'espies de Universal Pictures The 355 de l'escriptor i productor d'X-Men: Apocalypse, Simon Kinberg, al costat de Jessica Chastain, Penélope Cruz, Diane Kruger, Lupita Nyong'o, Fan Bingbing i Sebastian Stan. Universal Pictures llançarà la pel·lícula en 2022.
Insolera va néixer sord de pares sords italians a Buenos Aires, Argentina i es va criar a Itàlia i als Estats Units.
Insolera va escriure, va dirigir i va produir el llargmetratge de superherois Sign Gene. La pel·lícula, filmada entre el Japó, EE. UU. I Itàlia, se centra en els superherois sords que tenen la capacitat de crear poders sobrehumans mitjançant l'ús de la llengua de signes.
Sign Gene va rebre crítiques positives dels crítics. A Los Angeles Times, Michael Rechtshaffen descriu la "veu cinematogràfica única i fresca com un popurri de ritme ràpid de material d'arxiu combinat amb llenguatge de senyals i seqüències d'acció estroboscòpica realitzades per un elenc sord, efectes de vídeo que simulen material de pel·lícula granulada i estrident i aquesta barreja de so envoltant abans esmentada, amb un resultat final que resulta tan tremendament inventiu com a potenciador ".